# Gotfryd Ernest Groddeck
Gotfryd Ernest Groddeck, polska forma nazwiska: Bogumił Ernest Grodek, rosyjska: Годфрид Эрнест Гроддек, litewska: Gotfrydas Ernestas Grodekas (ur. 17 listopada 1762 w Gdańsku, zm. 11 kwietnia 1825 w Kijowcu w guberni mińskiej w posiadłości Łaskich) – filolog klasyczny, krytyk literacki, tłumacz, numizmatyk, profesor Cesarskiego Uniwersytetu Wileńskiego.

## Życiorys
Był synem Beniamina Groddecka (ur. 24.9.1720, zm. 5.6.1776) – profesora literatury greckiej i języków wschodnich (w latach 1749–1776) w Gdańskim Gimnazjum Akademickim i Beaty Konstancji Ehlert. Pierwsze nauki pobierał w szkole przy kościele Najświętszej Marii Panny. Później kształcił się (1777–1782) w istniejącym od roku 1558 Gdańskim Gimnazjum Akademickim. Od jesieni roku 1782 studiował w Getyndze pod kierunkiem Christana Gottloba Heynego teologię i filologię (magister filozofii od kwietnia roku 1786, doktorat w listopadzie 1786). W styczniu roku 1784 został członkiem Seminarium Philologicum Ch. G. Heynego, a w listopadzie zyskał członkostwo Societatis Regiae Scientarium Gettingensis. Za pośrednictwem Johanna Gottfrieda Herdera został bibliotekarzem i nauczycielem w Puławach. W latach 1787–1793 był wychowawcą i nauczycielem synów Adama Kazimierza Czartoryskiego: Adama Jerzego i Konstantego. Ożenił się z Joanną d'Edling (ślub odbył się 19 marca 1789 we Włostowicach – obecnie dzielnica Puław), z którą miał kilkoro dzieci (wśród nich przynajmniej jedną córkę).
W latach 1793–1796 przebywał w Łańcucie, gdzie uczył Henryka Lubomirskiego (późniejszego kuratora Zakładu im. Ossolińskich), z którym w roku 1794 wyjechał do Wiednia. Latem roku 1796 wrócił do Puław już jako bibliotekarz Czartoryskich. W roku 1804 (8 sierpnia) został, częściowo dzięki protekcji Czartoryskich, profesorem języka i literatury greckiej na Uniwersytecie Wileńskim, a od roku 1807 także literatury rzymskiej. Był także, od 3 września 1804 roku prefektem biblioteki uniwersyteckiej – w tym czasie pracował w niej Kazimierz Kontrym.
U Grodecka studiowali niektórzy filomaci, m.in. Adam Mickiewicz, Józef Jeżowski, Tomasz Zan, Jan Czeczot. Jego studentami byli też m.in. Joachim Lelewel, Szymon Żukowski (autor „Początków języka greckiego”), Leon Borowski, Stanisław Czerski, Krystyn Lach Szyrma, Ludwik Sobolewski, Maksymilian Jakubowicz, Zygmunt Bartoszewicz (redator „Tygodnika Wileńskiego”), Józef Kowalewski, Mikołaj Malinowski, Jan Wiernikowski, Jan Stanisław Hryniewicz, Szymon Dowkont (Simonas Daukantas).
Był członkiem lóż masońskich: Litwin Gorliwy (1816), mistrzem loży Dobry Pasterz (1820) oraz Prowincjonalna Litewska Doskonała Jedność. Był także członkiem honorowym wielu lóż krajowych. Od roku 1817 był kustoszem uniwersyteckiego gabinetu numizmatycznego. Kilkakrotnie sprawował funkcję dziekana, wchodził (m.in.) w skład: Komitetu Ułożenia Ustaw Szczególnych, Komitetu Cenzury, Komisji Spisu Książek dla Szkół. W latach 1819–1825 był członkiem korespondentem Towarzystwa Warszawskiego Przyjaciół Nauk. Był także prezesem honorowym Towarzystwa Nauk Moralnych w Wilnie, członkiem Mitawskiego Towarzystwa Przyjaciół Nauk i Sztuk oraz Genueńskiego Towarzystwa Łacińskiego.
Krótko przed śmiercią wyjechał na wieś do Kijowca koło Rakowa, majątku mężowskiego córki Konstancji Łaskiej. Podczas tej podróży nabawił się zapalenia płuc i zmarł po kilku dniach  11 kwietnia roku 1825 (data dzienna według ustaleń Młodeckiego). Pochowany został na cmentarzu parafialnym w Kijowcu, (dziś Białoruś). Pomnik nagrobny zachował się do dziś.

## Twórczość
Pisał dla niemieckich czasopism naukowych liczne recenzje dotyczące życia literackiego w Polsce (m.in. dotyczące twórczości Grzegorza Piramowicza). Współredagował „Dziennik Wileński” (1805–1806) i współpracował z „Tygodnikiem Wileńskim” (1815). Z inicjatywy Groddecka 5 stycznia 1806 powstała „Gazeta Literacka Wileńska”, która przestała wychodzić z końcem 1806 roku. W roku 1814 wznowiono wydawanie „Dziennika Wileńskiego” – w skład redakcji wchodził (do roku 1815) Groddeck. Opublikował wielu prac naukowych, m.in. historię literatury greckiej Initia historiae Graecorum (1811).

### Ważniejsze dzieła
1. Commentatio in primum idyllum Theocriti, Gdańsk 1782; wyd. następne: Gdańsk brak roku wydania
2. Observationes quaedam in Philoctetis loca selecta, powst. przez 6 stycznia 1784, (rozprawa zaginiona; na jej podstawie otrzymał wstęp na Seminarium Philologicum Ch. G. Heynego)
3. Commentatio de morte voluntaria. In concertatione civium Academiae Georgiae Augustae IV Junii 1785 ab ordine theologorum praemio ornata, Getynga (1785)
4. De hymnorum Homericorum reliquiis commentatio, Getynga kwiecień 1786 (rozprawa magisterska)
5. De oraculorum, quae Herodoti historiis continentur natura et indole, listopad 1786, rękopis: Archiwum Towarzystwa Naukowego w Getyndze, odpis: Biblioteka Uniwersytetu Wileńskiego, (na podstawie tej rozprawy został członkiem Societatis Regiae Scientarium Gettingensis)
6. „Über die Argonautica des Apollonius Rhodius”, Bibliothek der Alten Literatur u. Kunst (Getynga) 1787, zeszyt 2, s. 61-113
7. Über die Vergleichung der alten besonders griechischen mit der deutschen und neueren schönen Literatur, Berlin 1788
8. Antiquarische Versuche. Erste Sammlung, Lwów 1800, (dedykowane A. K. Czartoryskiemu)
9. „Epistula critica auctore... Celsissimi Principis Adami Czartoryski Bibliothecario exhibens Phaenomenorum et Diosemeorum Arati lectionem variam... Arati Solensis Phaenomena et Diosemea Graece et Latine... curavit J. T. Buhle”, t. 2, Lipsk 1801, s. 333-426
10. De scena in theatro Graecorum imprimis de tertiarum partium actore sive tritagonista praeeunte Julio Polluce Onomast. L. IV. c. 19, § 124. Commentatio qua scholas Graecas in Acad. Vilnensi in ante diem 23 Januarii aperiendas indicit, Wilno 1805
11. Adeundi muneris professori litterarum Graecarum in Academia Caesarea Vilnensi X Cal. Februarii A. 1805 ergo habita allocutio, Wilno 1805
12. De orbis antiqui Graecis cogniti descriptione, wygł. Wilno 28 czerwca 1805 na publicznym posiedzeniu Uniwersytetu Wileńskiego, niewydane, odpis J. Lelewela w Bibliotece Jagiellońskiej, sygn. 3488; streszcz.: Gazeta Litewska Wileńska 1806, nr 1
13. De religionum Hellenicarum natura et indole, wygł. Wilno 15 września 1805 na publicznym posiedzeniu Uniwersytetu Wileńskiego, niewydane, odpis J. Lelewela w Bibliotece Jagiellońskiej, sygn. 3488; streszcz.: Gazeta Litewska Wileńska 1806
14. Prolusio in locum Jul. Pollucis de scena in theatro Graecorum, wyd. jako przedmowa do: Sophocles Philoctetes Graece, Wilno 1806, (porównaj: Prace edytorskie poz. 1)
15. Prolusio secunda in Jul. Pollucis locum de thymele in theatro Graecorum, wyd. jako przedmowa do: Sophocles Trachiniae Graece, Wilno 1808, (porównaj: Prace edytorskie poz. 2)
16. Programme du cours de la littérature ancienne à l'Université (z roku 1810), rękopis: Biblioteka Czartoryskich (Archiwum Domowe, sygn. 29, s. 181-191)
17. Historiae Graecorum litterariae elementa in usum lectionum, Wilno 1811; wyd. 2: Initia Historiae Graecorum litterariae, t. 1-2, Wilno 1821
18. Antiquitatum Romanarum doctrina in usum lectionum academicarum adumbrata, Wilno 1811
19. Ad Somnium Scipionis monita, Wilno 1814; wyd. następne: Wilno 1818
20. Observations sur une dissertation présentée au concours pour la Chaire d'Éloquence de l'Université Impériale de Vilna, rédigées et publiées..., Wilno 1815
21. De theatri Graeci partibus, imprimis de parasceniis praeeunte Jul. Polluce Onomast. IV. c. 19 § 123. Prolusio tertia... 15 Januarii an. 1816 lecta... Cum tabula aenea, Wilno 1816
22. „Prolusio de hyposcenio in theatro Graecorum”, Praelectiones in Univ. Litterarum Caesarea Vilnensi 1816/1817
23. „De nuperis inventis Mediolanensibus”, Praelectiones in Univ. Litterarum Caesarea Vilnensi 1817/1818
24. De antiquitate Romana, wykład z roku 1818, rękopis: Ossolineum, sygn. 6719/I
25. „Disputatio Getae..., sive de immortalitatis, quam Getis persuasisse dicitur Zamolxis, ratione”, Praelectiones in Univ. Litterarum Caesarea Vilnensi 1818/1819
26. „Roztrząśnienie niesłusznych zarzutów przeciwko nauce języków starożytnych”, Dziennik Wileński 1819, t. 2 i odb.
27. „Disputatio contra iniqua quaedam de veterum linguarum studio iudicia”, Praelectiones in Univ. Litterarum Caesarea Vilnensi 1819/1820
28. „Disputatio: Graecorum de Zamolxide fabulae”, Praelectiones in Univ. Litterarum Caesarea Vilnensi 1820/1821
29. „De aulaeo et proëdria in theatro Graecorum ad Pollucis Onomasticon IV, 19 § 121, 122”, Praelectiones in Univ. Litterarum Caesarea Vilnensi 1821/1822
30. „Epicrisis quaestionis de fine tragoediae Graecae veteris ethico et politico”, Praelectiones in Univ. Litterarum Caesarea Vilnensi 1822/1823
31. „Additamenta ad disputationem suam de Argonauticorum Apolonii Rhodii fontibus”, Praelectiones in Univ. Litterarum Caesarea Vilnensi 1823/1824.

Ponadto swe rozprawy i recenzje umieszczał w czasopismach: Allgemeine Litertaturzeitung (Halle), Bibliothek der Alten Literatur u, Kunst (Getynga, 1786-1787, 1791, 1794), Dörpatische Beiträge, Dziennik Wileński (1805-1806; tu m.in.: Wykład nowego mniemania względem poematów Iliady i Odyssei Homerowi przypisywanych, 1805, t. 1, s. 66-82, t. 2, s. 35-48; Jak należy pisać o przedmiotach mitologicznych?, 1805, t. 1, s. 44-53; Uwagi nad zdaniem autora Podróży Anacharsysa o prawach ateńskich co do edukacji, 1805, t. 2, s. 80-93; O celu i sposobie uczenia starożytnej klasycznej literatury w szkołach i gimnazjach, 1805, t. 5, s. 52-68), Dziennik Wileński (1815), Gazeta Wileńska Litewska (1815), Göttingische Gelehrte Anzeigen, Jenaër Allgemeine Litertaturzeitung, Kurier Litewski (tu: „List redaktora Kuriera Litewskiego z powodu rzekomego odszukania w Herkulanum dzieł Epikur, Platona...”, 1811, nr 75), Magazin f. Öffentliche Schulen und Schullehrer (Brema 1791), Miscellanea Critica (tu: „De Aulaeo et Proedricea Graecorum disputatio”, 1826, t. 1, s. 292), Praelectiones in Univ. Litterarum Caesarea Vilnensi (1816-1824), Tygodnik Wileński (tu: „O znaczeniu, celu i osnowie literatury w powszechności”, 1815, t. 1, s. 186).

### Przekłady
- Aristophanes: Weiberversammlung, griechisch und deutsch mit erklärenden Anmerkungen, powst. 1796, rękopis: Biblioteka Kórnicka, sygn. 1337/VIII-59, (przekł. prozą ze wstępem tłumacza i dedykacją A. K. Czartoryskiemu); w Bibliotece Czartoryskich (Archiwum Domowe, sygn. 29, s. 43-44) zachowano ponadto przekł. francuski jednej sceny z komedii Arystofanesa Acharnejczycy.
- Dikaiarch: Einige der vorzüglichsten Stellen aus dem uns übrig gebliebenen Bruchstück von... oder Beschreibung der Stilen und Lebensart der Griechen, grechisch und deutsch, powst. 1798, rękopis: Biblioteka Czartoryskich (Archiwum Domowe, sygn. 29, s. 77-82, 85-87)
- T. Twinning: „O poezji za sztukę naśladowczą uważanej”, Dziennik Wileński 1805, t. 3, s. 405-427; 1806, t. 4, s. 67-77, 206-217
- Aleksander von Macedonien und der Seher Tiresias in der Unterwelt. Aus dem Lateinischen übersetzt vom Verfasser, Wilno 1813.

### Prace edytorskie
1. Sophocles: Philoctetes Greace, Wilno 1806, (porównaj: Twórczość poz. 14)
2. Sophocles: Trachiniae Greace, Wilno 1808, (porównaj: Twórczość poz. 15)
3. M. T. Cicero: Ad Marcum Brutum... ad exemplar Bipontinum, in usum scholarum, Wilno 1809
4. A. F. Persius: Satirae. Ex recensione Francisci Passovii, in usum praelectionum, Wilno 1810
5. M. T. Cicero: Laelius sive de amicitia, dialogus ad P. Pomponium Atticum in usum scholarum, Wilno 1811
6. J. Facciolati: Oratio de Sacrae Scripturae studio cum veterum linguarum studiis coniugendo... coram E. Cardinali et Episcopo Patavino anno 1718 habita Patavii... Idibus Mais a. 1814... academici iussu typis repetita, Wilno 1814, (przedr. z edycji lipskiej 1722; z przedmową Grodka)
7. M. T. Cicero: De claris oratoribus liber qui dicitur Brutus, Wilno-Warszawa 1815
8. F. K. Buttmann: Grammatica Graeca Buttmanniana contractior, in usum tironum edidit, Wilno 1817; przekł. polski: S. K. Hryniewicz: Gramatyka grecka skrócona przez G. E. Grodka, tłumaczenie z łacińskiego, Wilno 1823.

### Listy i materiały
- Do A. K. Czartoryskiego 68 listów z lat 1790-1817, rękopisy: Biblioteka Czartoryskich (Archiwum Domowe, sygn. 29)
- Do A. J. Czartoryskiego 34 listy z lat 1796-1822, rękopisy: Archiwum Kuratorii Wileńskiej, sygn. 113; list z roku 1804 znajduje się w Bibliotece Czartoryskich, sygn. 5445
- Do I. Krasickiego z roku 1798, wyd. J. Łanowski: „X. A. G. na cenzurowanym”, Zeszyty Wrocławskie 1952, nr 1
- Do C. G. Schütza list z roku 1805, wyd. K. F. Schütz: Darstellung seines Lebens. Charakter und Verdienste..., t. 1, Halle 1834, s. 134
- Do J. Zawadzkiego 8 listów z lat 1805-1815 i brak daty, wyd. J. Oko: „Listy Grodka w Archiwum Księgarni Zawadzkich w Wilnie”, Ateneum Wileńskie, rocznik 9 (1933/1934) i odn. Wilno 1934
- Do J. Lelewela 10 listów z lat 1809-1820, wyd. Z. Węclewski, Przewodnik Naukowy i Literacki 1878, s. 667-672, 763-768; list z roku 1824, wyd. J. Oko: „Groddeck jako numizmatyk”, Ateneum Wileńskie, rocznik 8, 1931/1932 (1933)
- Do K. Morgensterna 3 listy z lat: 1811, 1813, 1815; wyd. adresat: „Briefe und Brieffragmente”, Dörpatische Beiträge 1813, s. 188-190; 1814, s. 276-277, 438-441
- Do S. B. Lindego list z roku 1813, do M. Jurkowskiego list z roku 1815 (nie 1825!), wyd. T. Wierzbowski w: Materiały do dziejów piśmiennictwa polskiego, t. 2, Warszawa 1904
- Do ministra oświecenia z roku 1816, wyd. T. Turkowski w: Materiały do dziejów literatury i oświaty na Litwie i Rusi, t. 2, Wilno 1937, s. 114-116
- Do A. Maia list z roku 1818 i od Maia z roku 1820, wyd. W. A. Francew: Polskoje sławianowiedienije konca XVIII i pierwoj czetwierti XIX st., Praga 1906
- Do L. Sobolewskiego list z roku 1818, Wizerunki i Roztrząsania Naukowe, t. 16 (1840), s. 156-159
- Do S. Staszica list z roku 1819, wyd. A. Kraushar: Towarzystwo Warszawskie Przyjaciół Nauk, t. 4, Kraków 1902
- Do Jana Śniadeckiego, rękopis: Biblioteka Jagiellońska, sygn. 3131
- Do rządu Uniwersytetu Wileńskiego: listy, memoriały i inne materiały z różnych lat; rękopis: Biblioteka Jagiellońska, sygn. 976, t. 1-2
- Do A. Potockiego, rękopis: Archiwum Główne Akt Dawnych (Archiwum Wilanowskie, sygn. 291)
- 553 listy od różnych osób, m.in. od: matki i rodziny, J. S. Bandtkiego z lat 1802-1814, K. Chromińskiego z roku 1809, T. Czackiego z lat 1805-1811, A. J. Czartoryskiego z lat 1787-1822, S. Kłokockiego z lat 1804-1818, K. Lacha Szyrmy z lat 1814-1821, S. B. Lindego z roku 1824, H. Lubomirskiego z lat 1797-1799, K. C. Mrongowiusza z lat 1806-1822, J. U. Niemcewicza z roku 1816, I. Potockiego z roku 1800, H. Stroynowskiego z lat 1804-1811, Towarzystwa Przyjaciół Nauk w Warszawie z roku 1819; rękopisy: Biblioteka Jagiellońska, sygn. 3097, t. 1-4. Stąd także listy T. Czackiego i J. Lelewela z lat 1809-1825 wyd. Z. Węclewski, Przewodnik Naukowy i Literacki 1876, t. 4; 1878, t. 6; listy J. Franka i jego żony z lat: 1805, 1819, 1823 wyd. J. Fritz: Listy Józefa Franka do G. E. Grodka, Lwów 1929
- Od A. J. Czartoryskiego z lat: 1808, 1816; rękopisy: Biblioteka Czartoryskich, sygn. 5240, 5445
- Od A. J. Czartoryskiego z lat: 1809-1818, 1822; odpisy: Archiwum Kuratorii Wileńskiej, sygn. 141, 142
- Od L. Sobolewskiego z roku 1818, rękopis: Archiwum Kuratorii Wileńskiej, sygn. 113
- Ocena 3 prac konkursowych do katedry wymowy w Uniwersytecie Wileńskim z 4 kwietnia 1816, rękopis: Archiwum Kuratorii Wileńskiej, sygn. 151
- Wypisy z wykładów, m.in. z wykładu De antiquitate Romana z roku 1818, rękopis: Ossolineum, sygn. 6719/I
- Odpisy wykładów uniwersyteckich, rękopisy znajdowały się w Bibliotece Seminarium Duchownego Rzymskokatolickiego Wileńskiego, sygn.: 25-10-59, 25-10a-20, 25-10a-21, 25-10a-22, 25-10a-100
- Odpis wykładu De re numaria veterum, rękopis znajdował się w Bibliotece Seminarium Duchownego Rzymskokatolickiego Wileńskiego, sygn.: 25-10a-38.

Szczegółową bibliografię twórczości podają: A. Szantyr, M. Ambros: „G. E. Groddeck. Bibliografia. 1: Prace Grodka. 2: Korespondencja”.